# (85183) Marcelaymé
(85183) Marcelaymé, désignation internationale (85183) Marcelayme, est un astéroïde de la ceinture principale.

## Description
(85183) Marcelaymé est un astéroïde de la ceinture principale. Il fut découvert par Eric Walter Elst le 18 janvier 1991 à l'observatoire de Haute-Provence. Il présente une orbite caractérisée par un demi-grand axe de 2,35 UA, une excentricité de 0,278 et une inclinaison de 22,32° par rapport à l'écliptique.
Il fut nommé en hommage à l'écrivain français Marcel Aymé (1902-1967), auteur de pièces de théâtre.

## Compléments